# Megan Nicole
Megan Nicole Green, född Megan Nicole Flores 1 september 1993 i Katy, Texas, känd under artistnamnet Megan Nicole, är en amerikansk singer-songwriter, skådespelerska och fotomodell som gjorde sin debut på YouTube år 2009.
År 2009, då Flores var 16 år gammal, laddade hon upp sin första YouTube-video då hon gjorde en cover på låten "Use Somebody" av Kings of Leon. Hon fortsatte sedan att göra ännu fler covers på sin Youtube-kanal av artister som Bruno Mars, Katy Perry, Justin Bieber, Miley Cyrus, Taylor Swift, Selena Gomez och Lorde. Hon har även haft flera samarbeten med Youtube-artister som Tiffany Alvord, Alyssa Bernal, Madilyn Bailey, Tyler Ward, Dave Days, Conor Maynard och Lindsey Stirling.
Flores spelar en av huvudrollerna i filmen Summer Forever från 2015.
I mars 2017 förlovade sig Nicole med Cooper Green; den 1 juli 2017 gifte de sig.